# Carinitermus reticulatus
Carinitermus reticulatus är en stekelart som beskrevs av Van Achterberg 2000. Carinitermus reticulatus ingår i släktet Carinitermus och familjen bracksteklar. Inga underarter finns listade.